# Покутинецька сільська рада
Покутине́цька сільська́ ра́да — адміністративно-територіальна одиниця та орган місцевого самоврядування в Віньковецькому районі Хмельницької області. Адміністративний центр — село Покутинці.

## Загальні відомості
Покутинецька сільська рада утворена в 1923 році.
- Територія ради: 24,04 км²
- Населення ради: 877 осіб (станом на 2001 рік)
- Територією ради протікає річка Ушка

## Населені пункти
Сільській раді підпорядковані населені пункти:
- с. Покутинці
- с. Черкасівка

## Склад ради
Рада складається з 14 депутатів та голови.
- Голова ради: Мельник Лариса Василівна
- Секретар ради: Лотоцька Валентина Степанівна

### Керівний склад попередніх скликань
| Прізвище, ім'я, по батькові | Основні відомості                                                                       | Дата обрання | Дата звільнення |
| --------------------------- | --------------------------------------------------------------------------------------- | ------------ | --------------- |
| Антонюк Софія Савівна       | Сільський голова, 1955 року народження, член Народної партії                            | 26.03.2006   | 31.10.2010      |
| Мельник Лариса Василівна    | Сільський голова, 1972 року народження, освіта середня спеціальна, член Партії регіонів | 31.10.2010   |                 |

Примітка: таблиця складена за даними сайту Верховної Ради України

### Депутати
За результатами місцевих виборів 2010 року депутатами ради стали:

#### За суб'єктами висування
| Суб'єкт висування | Кількість обраних депутатів | %    |
| ----------------- | --------------------------- | ---- |
| Партія регіонів   | 9                           | 64,3 |
| Народна партія    | 3                           | 21,4 |
| Самовисування     | 2                           | 14,3 |

#### За округами
| № округу        | Прізвище, ім'я, по батькові       | Дата визнання обраним | Освіта             | Партійна приналежність | Відомості про обраного депутата                        |
| --------------- | --------------------------------- | --------------------- | ------------------ | ---------------------- | ------------------------------------------------------ |
| Народна Партія  |                                   |                       |                    |                        |                                                        |
| 3               | Лотоцька Валентина Степанівна     | 05.11.2010            | середня спеціальна | член Народної партії   | Покутинецька сільська рада, секретар                   |
| 9               | Бас Галина Григорівна             | 05.11.2010            | середня            | позапартійна           | пенсіонер                                              |
| 12              | Кірик Валентина Михайлівна        | 05.11.2010            | вища               | позапартійна           | Покутинецька загальноосвітня школа, вчитель            |
| Партія регіонів |                                   |                       |                    |                        |                                                        |
| 2               | Мельник Петро Феодосійович        | 05.11.2010            | вища               | позапартійний          | ТОВ «Герром-інвест», комірник                          |
| 4               | Бодай Лідія Василівна             | 05.11.2010            | середня            | позапартійна           | магазин с. Покутинці, продавець                        |
| 6               | Студенець Василь Михайлович       | 05.11.2010            | середня            | позапартійний          | Покутинецька загальноосвітня школа, оператор котельні  |
| 7               | Демидас Таміла Григорівна         | 05.11.2010            | середня спеціальна | позапартійна           | Покутинецький фельдшерсько-акушерський пункт, фельдшер |
| 8               | Загородна Мілентина Степанівна    | 05.11.2010            | вища               | позапартійна           | Покутинецька загальноосвітня школа, вчитель            |
| 10              | Симчук Валерій Іванович           | 05.11.2010            | середня            | позапартійний          | Покутинецький СБК, завідувач                           |
| 11              | Рибак Валентина Василівна         | 05.11.2010            | середня            | позапартійна           | с. Покутинці магазин, продавець                        |
| 13              | Криворучко Ірина Григорівна       | 05.11.2010            | вища               | позапартійна           | Покутинецька загальноосвітня школа, вчитель            |
| 14              | Тараненко Руслан Володимирович    | 05.11.2010            | середня            | позапартійний          | Покутинецька загальноосвітня школа, їздовий            |
| Самовисування   |                                   |                       |                    |                        |                                                        |
| 1               | Большовикова Оксана Володимирівна | 05.11.2010            | середня            | позапартійна           | ТОВ «Герром-інвест», кухар                             |
| 5               | Столярчук Іван Петрович           | 05.11.2010            | середня            | позапартійний          | пенсіонер                                              |